# HD 60414
HD 60414 è una stella di magnitudine 4,97 situata nella costellazione della Poppa. Dista 1304 anni luce dal sistema solare ed è una variabile irregolare.

## Osservazione
Si tratta di una stella situata nell'emisfero celeste australe; grazie alla sua posizione non fortemente australe, può essere osservata dalla gran parte delle regioni della Terra, sebbene gli osservatori dell'emisfero sud siano più avvantaggiati. Nei pressi dell'Antartide appare circumpolare, mentre resta sempre invisibile solo in prossimità del circolo polare artico. La sua magnitudine pari a 5 fa sì che possa essere scorta solo con un cielo sufficientemente libero dagli effetti dell'inquinamento luminoso.
Il periodo migliore per la sua osservazione nel cielo serale ricade nei mesi compresi fra dicembre e maggio; da entrambi gli emisferi il periodo di visibilità rimane indicativamente lo stesso, grazie alla posizione della stella non lontana dall'equatore celeste.

## Caratteristiche fisiche
La stella è in realtà una binaria spettroscopica formata da una stella di classe spettrale M e da una più calda compagna di classe B; la principale è una supergigante rossa giunta nello stadio finale della sua esistenza, mentre la compagna è una classica stella bianco-azzurra di sequenza principale
possiede una magnitudine assoluta di -5,1 e la sua velocità radiale positiva indica che la stella si sta allontanando dal sistema solare. Si tratta di una variabile (KQ Puppis) che oscilla fra le magnitudini 4,82 e 5,17.